# Powałki (wieś)
Powałki (niem. Powalken) – wieś w Polsce położona w województwie pomorskim, w powiecie chojnickim, w gminie Chojnice przy drodze wojewódzkiej nr 235. Połączenie z centrum Chojnic umożliwiają autobusy komunikacji miejskiej (linia nr 4).
Prywatna wieś szlachecka położona była w drugiej połowie XVI wieku w województwie pomorskim. W latach 1975–1998 miejscowość administracyjnie należała do województwa bydgoskiego.

## Historia
Pierwsza wzmianka o wsi pochodzi z 4 maja 1357 r.
Wieś Powałki jest starą siedzibą Powalskich.
W 1570 r. właścicielem wsi był Jerzy Lewald h. Rogala, pochodzenia niemieckiego. W 1648 r. wieś stanowiła własność P. Strzeszkowskiego z Kłodawy. W 1682 r. była własnością Samuela Lewadt-Powalskiego z Powałek. W latach 1744–1749 Powałki wciąż należały do rodziny Powalskich.
Niegdyś istniał we wsi kościół przyłączony zapewne jako filialny do Chojnic, prywatnego patronatu. W 1519 r. zburzyli go Krzyżacy. Później jednak, prawdopodobnie przed rokiem 1572 na nowo został on odbudowany i to w dość obszernych rozmiarach, gdyż przez cały czas, kiedy luteranie panowali w Chojnicach (od 1555 do 1616 r.), proboszcz chojnicki mieszkał zwykle w Powałkach, przez co kościół tutejszy stał się nawet parafialnym i  to zarówno dla Chojnic, jak i dla Nowej Cerkwi. Fundatorem nowego kościoła był Jerzy Lewald, dziedzic Powałek i gorliwy katolik, który chcąc zachować sąsiednią szlachtę przy wierze katolickiej, wzniósł tam kościół, zapewniając przy tym proboszczowi dotację.  20 stycznia 1617 r. arcybiskup Gembicki przyłączył kaplicę w Powałkach wraz z całą wsią do parafii w Nowej Cerkwi. Już rok później, w 1618 r. kaplica w Powałkach, wolą dziedziców tejże wsi – Piotra Lewalda Powalskiego, Jana Gleissena Doręgowskiego oraz Pawła Knuta – została inkorporowana do parafii w Chojnicach, tak że do parafii w Nowej Cerkwi należała zaledwie rok. Jednak z braku duchowieństwa w Chojnicach, w kaplicy nadal funkcje duszpasterskie sprawował proboszcz z Nowej Cerkwi. Odtąd też kościół coraz bardziej upadał: w roku 1653 pisze wizytator Trebnic, że na jego miejscu znajdowała się mała tylko kapliczka, sama już bliska upadku, w której nabożeństwo więcej się nie odprawiało. O uposażeniu powałskiego kościoła  rzeczone akta wizytacyjne nie wspominają.
W 1925 r. kościół parafialny i stacja pocztowa dla Powałek znajdowały się w Chojnicach.
W 1928 r. w Powałkach nie istniała szkoła. Stąd też dzieci uczęszczały wraz z dziećmi ze Zbienin do szkoły w Kłodawie. W tym też roku liczba uczniów ze Zbienin i Powałek wynosiła 88. W tym okresie Powałki zamieszkiwało 148 osób.